# Rejon buczacki
Rejon buczacki (ukr. Бучацький район, Buczaćkyj rajon) – były rejon w obwodzie tarnopolskim Ukrainy.
Został utworzony w 1940 r. W wyniku reformy administracyjnej 17 lipca 2020 włączony w skład rejonu czortkowskiego.
Jego powierzchnia wynosiła 802 km², a ludność rejonu w 2017 liczyła 63 474 osób. Graniczył na północy z rejonem trembowelskim, na wschodzie z czortkowskim, na południowym wschodzie z zaleszczyckim, na zachodzie z monasterzyskim, na północnym zachodzie z podhajeckim.
Na terenie rejonu znajdowały się: jedna miejska rada (Buczacz), jedna osiedlowa rada (Potok Złoty), obejmujące w sumie 57 miejscowości. Siedzibą władz rejonowych był Buczacz.

## Miejscowości rejonu
- Barysz (Бариш)
- Beremiany (Берем'яни)
- Bielawińce (Білявинці)
- Bobulińce (Бобулинці)
- Browary (Броварі)
- Buczacz (Бучач)
- Ćwitowa (Цвітова)
- Dobropole (Доброполе)
- Duliby (Дуліби)
- Dźwinogród (Звенигород)
- Hubin (Губин)
- Jazłowiec (Язловець)
- Jezierzany (Озеряни)
- Kościelniki (Костільники)
- Kośmierzyn (Космирин)
- Kujdanów (Киданів)
- Kurdwanówka (Курдибанівка)
- Leszczańce (Ліщанці)
- Martyniwka (Мартинівка)
- Mateuszówka (Матеушівка)
- Меdwedowce (Медведівці)
- Mikołajówka (Миколаївка)
- Młynki (Млинки)
- Nabereżne (Набережне)
- Nowosiółka Jazłowiecka (Новосілка)
- Nowostawce (Новоставці)
- Osowce (Осівці)
- Petlikowce Nowe (Нові Петликівці)
- Petlikowce Stare (Старі Петликівці)
- Pilawa (Пилява)
- Podlesie (Підлісся)
- Podzameczek (Підзамочок)
- Pomorce (Помірці)
- Porchowa (Порохова)
- Potok Złoty (Золотий Потік)
- Pożeże (Пожежа)
- Przedmieście (Передмістя)
- Przewłoka (Переволока)
- Puszkary (Пушкарі)
- Pyszkowce (Пишківці)
- Rublin (Рублин)
- Rukomysz (Рукомиш)
- Rusiłów (Русилів)
- Rzepińce (Ріпинці)
- Skomorochy (Скоморохи)
- Snowidów (Сновидів)
- Sokołów (Соколів)
- Sokulec (Сокілець)
- Soroki (Сороки)
- Ścianka (Стінка)
- Trybuchowce (Трибухівці)
- Wierzbiatyn (Верб'ятин)
- Woziłów (Возилів)
- Zaleszczyki Małe (Заліщики)
- Zielona (Зелена)[2]
- Zubrzec (Зубрець)
- Żnibrody (Жнибороди)
- Żurawińce (Заривинці)
- Żyznomierz (Жизномир)

## Zabytki rejonu buczackiego

### Kościoły
- Kościół Wniebowzięcia Najświętszej Marii Panny w Jazłowcu
- Kościół Narodzenia Najświętszej Marii Panny i św. Szczepana pierwszego męczennika w Potoku Złotym
- Katedra ormiańska, obecnie greckokatolicka cerkiew św. Mikołaja w Jazłowcu

### Zamki
- Zamek w Buczaczu
- Zamek w Jazłowcu
- Zamek w Podzameczku
- Zamek w Potoku Złotym

## Urodzeni w rejonie
- Jan Bołoz Antoniewicz,
- Sołomija Kruszelnyćka,
- Antoni Prochaska,
- ks. Ludwik Rutyna,
- Stanisław Tabisz,
- Kornel Ujejski.

## Związani z rejonem
- Marcelina Darowska
- Mikołaj Gomółka
- Laetitia Maria Szembek
- Zofia Stefania Ustyanowicz